# Matthew Dinham
Matthew Dinham (Johannesburgo, Sudáfrica, 9 de abril de 2000) es un ciclista profesional australiano que compite con el equipo Team Picnic PostNL.

## Trayectoria
En sus inicios practicó ciclismo de montaña antes de dedicarse a la ruta. En 2022, siendo miembro del Team BridgeLane, consiguió ser subcampeón nacional tanto en la prueba en línea como en la contrarreloj en categoría sub-23. Ese mismo año, en el que ganó La Maurienne, destacó en pruebas limitadas a ciclistas menores de 23 años; fue undécimo en el Tour del Porvenir, una posición mejor que la edición anterior, y séptimo en la prueba en ruta del Campeonato Mundial.
En 2023 fichó por el Team DSM con un contrato por tres temporadas. En la primera de ellas se estrenó en el Tour de Francia y volvió a finalizar en séptima posición en el Campeonato Mundial, esta vez en la categoría élite, después de haber formado parte de la fuga del día. El año siguiente apenas pudo competir un par de días debido a una fractura por estrés en el pie, pero aun así el equipo lo renovó hasta 2027.

## Palmarés
2022
- La Maurienne

## Resultados en Grandes Vueltas y Campeonatos del Mundo
| Carrera         | Carrera         | 2020 | 2021 | 2022 | 2023 | 2024 |
| --------------- | --------------- | ---- | ---- | ---- | ---- | ---- |
|                 | Giro de Italia  | —    | —    | —    | —    | —    |
|                 | Tour de Francia | —    | —    | —    | 58.º | —    |
|                 | Vuelta a España | —    | —    | —    | —    | —    |
| Mundial en Ruta | Mundial en Ruta | —    | —    | —    | 7.º  | —    |

―: no participa
Ab.: abandono

## Equipos
- St George Continental Cycling Team (2019)[7]
- Team BridgeLane (2020-2022)
- DSM/Picnic (2023-)
  - Team DSM (2023)[8]
  - Team dsm-firmenich (2023)
  - Team dsm-firmenich PostNL (2024)
  - Team Picnic PostNL (2025-)